# Аміленаризм
Аміленаризм (або аміленіалізм) — есхатологічний підхід в християнстві, який заперечує буквальне існування тисячолітнього царства Христа перед Страшним судом.
Підхід став основним в церкві за часів Блаженного Августина. Аміленаризм догматично прийнятий католицькою церквою, його притримуються всі церкви східного обряду та старі протестантські церкви (лютеранство, кальвінізм, англіканство, методизм), тоді як у пізніших протестантських церквах підхід до хіліазму може різнитися. Деякі православні богослови можуть не притримуватись аміленаризму, що вважається їхньою особливою думкою.
Прихильники аміленаризму розуміють пророцтво про тисячолітнє царство символічно. За поширеним тлумаченням тисячолітнє царство існує у період між воскресінням Христа та Другим пришестям, в цей період Христос править у серцях християн, а сатана вже скований і позбавлений повної сили. Деякі дослідники повністю відкидають можливість правління Христа на Землі.

## Різновиди
Існує два основні різновиди аміленаризму: 
- досконалий (перше воскресіння вже відбулося)
- недосконалий (перше воскресіння відбудеться одночасно з другим)

Спільним знаменником усіх аміленаристичних поглядів є заперечення Царства праведних на Землі перед загальним воскресінням.